# Lola Vallelian
Lola Vallelian (ur. w 2003) – afgańska lekkoatletka, skoczkini w dal.

## Rekordy życiowe
- Skok w dal – 2,70 (2010) rekord Afganistanu seniorów[1][2], młodzieżowców[3], juniorów[4], kadetów[5] oraz młodzików[6]